# Szczyt NATO w Brukseli 1985
Szczyt NATO w Brukseli – 7. szczyt NATO (specjalny) zorganizowany w Brukseli 21 listopada 1985.

## Sytuacja międzynarodowa
7. szczyt NATO był szczytem specjalnym. Został zwołany w celu przeprowadzenia konsultacji przywódców państw NATO z prezydentem Ronaldem Reaganem w sprawie genewskiego szczytu pomiędzy Stanami Zjednoczonymi a Związkiem Radzieckim. 
Spotkanie prezydenta Stanów Zjednoczonych Ronalda Reagana z sekretarzem generalnym Komitetu Centralnego Komunistycznej Partii Związku Radzieckiego Michaiłem Gorbaczowem dotyczyło przede wszystkim oceny stosunków dyplomatycznych pomiędzy oboma krajami i omówieniu wyścigu zbrojeń. Pomimo różnic, obaj przywódcy zgodzili się co do potrzeby poprawy stosunków amerykańsko-sowieckich i ocieplenia sytuacji międzynarodowej. Strony zgodziły się, że wojny nuklearnej nie można wygrać.  W kwestii broni chemicznej opowiedziano się za całkowitym jej zniszczeniem. Reagan i Gorbaczow uznali, że konieczne są regularne spotkania i intensyfikacja dialogu na różnych poziomach.

W Genewie nie doszło do zawarcia znaczących porozumień między Stanami Zjednoczonymi a Związkiem Radzieckim, ale rozmowy bilateralne rozpoczęły proces, który doprowadził do zmniejszenia napięć i podpisania 8 grudnia 1987 w Waszyngtonie Traktatu o całkowitej likwidacji rakiet balistycznych średniego i krótkiego zasięgu. Negocjacje w sprawie kontroli zbrojeń kontynuowano w Reykjaviku (1986), Waszyngtonie (1987), Moskwie (1988) i na Malcie (1989). Podczas rozmów prowadzonych pod koniec 1989 u wybrzeży Malty przywódcy Związku Radzieckiego i Stanów Zjednoczonych ogłosili również koniec zimnej wojny i określili warunki jej zakończenia.
Na zakończenie szczytu NATO w Brukseli nie opublikowano żadnego komunikatu.